# Кубра Даглы
Кубра Дагли (род. 17 февраля 1996, Ыспарта) — турецкая чемпионка мира по тхэквондо в категории фристайл-дуэт пумсе.

## Карьера
В 2016 году она завоевала золотую медаль в возрастной категории от 18 лет вместе с партнером Эмирханом Мураном на 10-м чемпионате мира по пумсе. Она была золотым и серебряным призёром каждого национального чемпионата в этой категории с 2018 по 2020 год. Она также заняла третье место в категории женщин 15-17 лет на чемпионате Европы по тхэквондо, который проходил в 2013 году. За год до этого она смогла попасть в национальную сборную, и с тех пор также участвует в национальных соревнованиях. Новый этап развития Кубры начался с 2017 года. Десятая церемония прошла в столице Перу городе Лиме. Кубра, которая очень гордилась Турцией, сумела стать чемпионкой мира вместе с Эмирханом Мураном в парном разряде в возрасте старше 18 лет. Также заняла второе место в 2018 году. Она великолепно выступала на чемпионате мира по пляжному спорту и обыграла своего соперника, который потерпел поражение на чемпионате Европы. Завоевала 2 золотых медали в женских категориях от 18-30 лет. Также в этом году она добилась больших успехов, завоевав бронзовые медали во всех трех смешанных категориях среди мужчин и женщин. Единственная женщина, которая получила степень в этой области — это Кубра.